# Bande d'Aozou

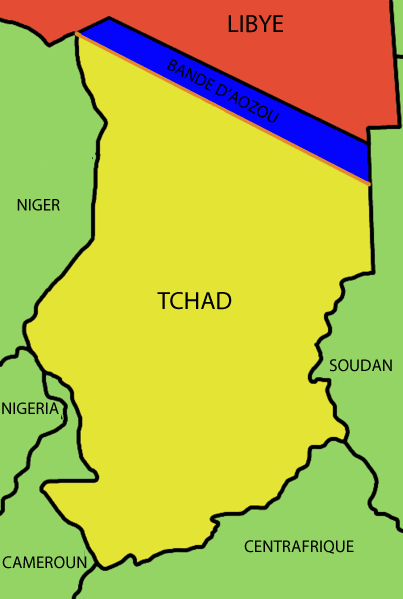
Bande d'Aozou

La bande d'Aozou est un territoire tchadien, de 114 000 km2 et 100 km de large (comprenant la ville d'Aozou), revendiquée par la Libye, qui l'a envahie en 1973 et annexée en 1976, avant sa reconquête par le Tchad en 1987, pendant le conflit tchado-libyen.

## Histoire
L'origine du différend remonte à la période coloniale des deux pays, avec la signature en 1935 entre Pierre Laval et Benito Mussolini d'un traité prévoyant la cession par la France à l'Italie de cette bande au sud de la frontière tchado-libyenne, telle qu'elle avait été fixée antérieurement par un accord de 1919.
L'Italie s'étant alliée à l'Allemagne nazie, le traité n'a pas été ratifié, mais le traité a ensuite servi de prétexte au colonel Kadhafi pour intervenir au Tchad. La Libye faisait aussi valoir un prétendu traité secret signé par le président tchadien François Tombalbaye, qui aurait reconnu les prétentions libyennes sur la bande d'Aozou en échange d'une aide financière substantielle.
La zone renferme des ressources inexploitées en uranium et manganèse, et la possibilité de réserves pétrolières a attisé les conflits dans les années 1980.
Dans un arrêt du 3 février 1994, la cour internationale de justice de La Haye reconnaît la souveraineté tchadienne sur le territoire. En conséquence, l'armée libyenne évacue la bande d'Aozou.

## Conflit lié
L'accord Laval-Mussolini de 1935 prévoyait aussi la cession d'une partie du littoral de la Côte française des Somalis à l'Italie, qui est invoqué par l'Érythrée pour justifier ses revendications frontalières.